# Morti il 19 giugno
| Questa pagina contiene informazioni ricavate automaticamente dalle voci biografiche con l'ausilio del template Bio e di un bot. L'aggiornamento è periodico e automatico e ricostruisce completamente la pagina. Se manca una persona in questa lista, sei pregato di non aggiungerla, ma accertati piuttosto che la sua voce biografica contenga il template Bio e che i dati anagrafici siano correttamente compilati. Se il template Bio manca, inseriscilo tu stesso o, in alternativa, metti l'avviso {{tmp\|Bio}} che ne segnala la mancanza. Se i dati riportati sono sbagliati, correggi direttamente la voce biografica; le modifiche saranno visibili in questa lista entro pochi giorni. Per chiarimenti vedi il progetto biografie. La lista contiene solo le 435 persone che sono citate nell'enciclopedia e per le quali è stato implementato correttamente il template Bio. Pagina aggiornata al 17 ago 2025. |

## VII secolo(1)
- 626 - Soga no Umako, politico giapponese

## IX secolo(1)
- 827 - Hildegrim di Chalons, vescovo cattolico francese

## X secolo(1)
- 931 - Lamperto di Milano, arcivescovo italiano

## XI secolo(4)
- 1019 - Giovanni IV di Ravenna, patriarca cattolico italiano
- 1027 - Romualdo di Camaldoli, monaco cristiano e abate italiano
- 1052 - Fan Zhongyan, politico, scrittore e poeta cinese (n. 989)
- 1054 - Lamberto II di Lovanio, nobile fiammingo

## XII secolo(2)
- 1113 - Oddone di Tournai, religioso, vescovo e teologo francese (n. 1060)
- 1146 - Gregorio, vescovo cattolico italiano

## XIII secolo(7)
- 1205 - Roman Mstislavič, principe
- 1207 - Ubaldo Lanfranchi, arcivescovo cattolico e generale italiano
- 1240 - Fujiwara no Hideyoshi, poeta giapponese (n. 1184)
- 1248 - Ottone III di Borgogna, nobile italiano
- 1252 - Pierre de Bar, cardinale francese
- 1282 - Eleonora di Montfort, nobile britannica (n. 1252)
- 1285 - Yekuno Amlak, imperatore etiope

## XIV secolo(5)
- 1312 - Pietro Gaveston, nobile francese
- 1323 - Matilde di Nassau, nobile tedesca
- 1328 - Amalrico II di Narbona, mercenario francese
- 1340 - Bonagrazia da Bergamo, predicatore e giurista italiano
- 1356 - Michelina da Pesaro, religiosa italiana (n. 1300)

## XVI secolo(9)
- 1504 - Bernard Walther, mercante, umanista e astronomo tedesco (n. 1430)
- 1507 - Jean-François de la Trémoille, cardinale francese
- 1517 - Luca Pacioli, religioso, matematico e economista italiano
- 1544 - Pierre Chambiges, architetto francese
- 1552 - Massimiliano Stampa, nobile italiano (n. 1494)
- 1567 - Anna di Brandeburgo, principessa (n. 1507)
- 1573 - Cassandra Marinoni, nobile italiana
- 1574 - Satomi Yoshitaka, militare giapponese (n. 1512)
- 1575 - Bernardino Cirillo, scrittore, storico e religioso italiano (n. 1500)

## XVII secolo(13)
- 1606 - Sakakibara Yasumasa, militare giapponese (n. 1548)
- 1607 - Giobbe, monaco cristiano, arcivescovo ortodosso e santo russo (n. 1525)
- 1608 - Alberico Gentili, giurista italiano (n. 1552)
- 1623 - Katō Sadayasu, militare giapponese (n. 1580)
- 1642 - Giovanni Agostino De Marini, doge (n. 1572)
- 1644 - Gabriello Puliti, compositore italiano (n. 1583)
- 1650 - Simone Filippo di Lippe-Detmold, nobile tedesco (n. 1632)
- 1650 - Matthäus Merian, incisore e disegnatore svizzero (n. 1593)
- 1652 - Louis De Geer, imprenditore belga (n. 1587)
- 1652 - Claes Jansz Visscher, editore, incisore e disegnatore olandese (n. 1586)
- 1666 - Philip Fruytiers, pittore e incisore fiammingo (n. 1610)
- 1667 - Antonio Gundicaro di Oldenburg, nobile tedesco (n. 1583)
- 1697 - Henry Mordaunt, II conte di Peterborough, nobile e militare britannico (n. 1621)

## XVIII secolo(21)
- 1715 - Nicolas Lémery, chimico e medico francese (n. 1645)
- 1716 - Tokugawa Ietsugu, militare giapponese (n. 1709)
- 1720 - Robert Knox, viaggiatore e scrittore scozzese (n. 1640)
- 1721 - Walter Kennedy, pirata irlandese
- 1732 - Julius Heinrich von Rehlingen-Radau, presbitero austriaco (n. 1662)
- 1746 - John Spencer, politico britannico (n. 1708)
- 1747 - Alessandro Marcello, compositore italiano (n. 1673)
- 1747 - Nadir Shah, persiano
- 1750 - Pietro Maria Trevisan Suarez, vescovo cattolico italiano (n. 1690)
- 1762 - Andrés Marcos Burriel y López, gesuita, storico e scrittore spagnolo (n. 1719)
- 1762 - Johann Ernst Eberlin, compositore tedesco (n. 1702)
- 1763 - Domenico La Bruna, pittore italiano (n. 1699)
- 1770 - Diego de Torres Villarroel, scrittore, scienziato e religioso spagnolo (n. 1693)
- 1783 - Henry Lloyd, economista e militare britannico (n. 1720)
- 1784 - Jean Saint Malo
- 1786 - Nathanael Greene, generale statunitense (n. 1742)
- 1787 - Sofia Elena Beatrice di Borbone-Francia, nobile francese (n. 1786)
- 1794 - Élie Guadet, avvocato, politico e rivoluzionario francese (n. 1758)
- 1794 - Richard Henry Lee, politico statunitense (n. 1732)
- 1794 - Jean-Baptiste Salle, politico e rivoluzionario francese (n. 1759)
- 1799 - Amalia di Sassonia-Hildburghausen, duchessa (n. 1732)

## XIX secolo(55)
- 1801 - Jean Samuel Guisan, ingegnere svizzero (n. 1740)
- 1805 - Louis Jean François Lagrenée, pittore francese (n. 1725)
- 1808 - Alexander Dalrymple, geografo, cartografo e esploratore britannico (n. 1737)
- 1810 - Richard Luke Concanen, religioso e vescovo cattolico irlandese (n. 1747)
- 1813 - Giacinto Ugo Timoleone di Cossé-Brissac, militare francese (n. 1746)
- 1818 - Patrick Brydone, scienziato e militare scozzese (n. 1736)
- 1820 - Joseph Banks, naturalista inglese (n. 1743)
- 1821 - Peter Ochs, avvocato e politico svizzero (n. 1752)
- 1831 - Franz Carl Mertens, botanico tedesco (n. 1764)
- 1833 - Jacopo Ruffini, patriota italiano (n. 1805)
- 1835 - John-Étienne Chaponnière, scultore svizzero (n. 1801)
- 1837 - Aleksandr Aleksandrovič Bestužev, poeta e scrittore russo (n. 1797)
- 1839 - Joseph Paelinck, pittore belga (n. 1781)
- 1840 - Karl Gottlob Kühn, medico tedesco (n. 1754)
- 1840 - Pierre-Joseph Redouté, pittore e botanico francese (n. 1759)
- 1841 - Johann Julius Gottfried Ludwig Frank, storico e giurista tedesco (n. 1808)
- 1844 - Étienne Geoffroy Saint-Hilaire, zoologo francese (n. 1772)
- 1845 - Jean Henri Jaume Saint-Hilaire, naturalista francese (n. 1772)
- 1847 - Frans Jacob Otto Boymans, collezionista d'arte olandese (n. 1767)
- 1848 - Rodolfo del Liechtenstein, principe austriaco (n. 1816)
- 1854 - Enrico LXII di Reuss-Gera, principe (n. 1785)
- 1855 - Tomasz Zan, poeta e attivista polacco (n. 1796)
- 1856 - Johann Eduard Simon, chimico e farmacista tedesco (n. 1789)
- 1859 - Johann Gottlob von Quandt, storico dell'arte e mecenate tedesco (n. 1787)
- 1861 - Louis-Eugène Favre, avvocato, giudice e politico svizzero (n. 1816)
- 1861 - Samuel Leigh Sotheby, bibliografo britannico (n. 1805)
- 1864 - Jean Nicolas Bréon, botanico e giardiniere francese (n. 1785)
- 1865 - Athanasios Miaoulīs, politico greco (n. 1815)
- 1865 - Lorenzo Pareto, geologo italiano (n. 1800)
- 1865 - Evangelis Zappas, imprenditore e filantropo greco (n. 1800)
- 1867 - Henry Dodge, politico e militare statunitense (n. 1782)
- 1867 - Massimiliano I del Messico, imperatore austriaco (n. 1832)
- 1867 - Tomás Mejía, militare messicano (n. 1820)
- 1867 - Miguel Miramón, generale e politico messicano (n. 1832)
- 1870 - Thomas Paul Chipp, arpista e compositore inglese (n. 1793)
- 1873 - Gian Domenico Protasi, politico italiano (n. 1810)
- 1874 - Jules Janin, scrittore e drammaturgo francese (n. 1804)
- 1874 - Giuseppe Robecchi, politico e presbitero italiano (n. 1805)
- 1874 - Ferdinand Stolička, paleontologo e ornitologo ceco (n. 1838)
- 1879 - Gaetano Pasqui, agronomo italiano (n. 1807)
- 1883 - Heinrich Joseph Dominicus Denzinger, presbitero e teologo tedesco (n. 1819)
- 1884 - Juan Bautista Alberdi, politico, diplomatico e scrittore argentino (n. 1810)
- 1884 - Johann Gustav Droysen, storico e politico tedesco (n. 1808)
- 1884 - Ludwig Richter, pittore e incisore tedesco (n. 1803)
- 1889 - Vincenzo Bracco, patriarca cattolico italiano (n. 1835)
- 1889 - Karl Bötticher, archeologo e architetto tedesco (n. 1806)
- 1890 - Tancredi De Riso, imprenditore e politico italiano (n. 1813)
- 1890 - Harry Grey, VIII conte di Stamford, nobile britannico (n. 1812)
- 1892 - Lucio Tasca, politico italiano (n. 1820)
- 1894 - Carlo Ludovico Visconti, archeologo italiano (n. 1818)
- 1896 - Louis Brière de l'Isle, militare francese (n. 1827)
- 1896 - Jules Grison, compositore e organista francese (n. 1842)
- 1897 - Charles Boycott, funzionario inglese (n. 1832)
- 1899 - Eugen von Lommel, fisico tedesco (n. 1837)
- 1900 - Giuseppina di Baden, principessa (n. 1813)

## XX secolo(198)
- 1902 - Alberto di Sassonia, sovrano (n. 1828)
- 1902 - John Emerich Edward Dalberg-Acton, storico e politico britannico (n. 1834)
- 1903 - Urbain Bouriant, egittologo e archeologo francese (n. 1849)
- 1903 - Herbert Vaughan, cardinale e arcivescovo cattolico inglese (n. 1832)
- 1905 - Ippolito De Cristofaro, politico italiano (n. 1843)
- 1907 - Giuseppe Ferraro, filologo italiano (n. 1845)
- 1907 - Nicola Pellati, ingegnere e geologo italiano (n. 1835)
- 1908 - Fritz Noll, botanico tedesco (n. 1858)
- 1908 - Gian Domenico Petroni, avvocato e politico italiano (n. 1838)
- 1913 - Paolo Zuccarelli, pilota automobilistico e ingegnere italiano (n. 1886)
- 1914 - Brandon Thomas, attore e drammaturgo inglese (n. 1848)
- 1915 - Luigi Pettinati, militare italiano (n. 1864)
- 1915 - Sergej Ivanovič Taneev, compositore e pianista russo (n. 1856)
- 1917 - Giovanni Cecchin, militare italiano (n. 1894)
- 1917 - Wilhelmina Lagerholm, pittrice e fotografa svedese (n. 1826)
- 1917 - Mahmud di Pahang, sovrano malese (n. 1868)
- 1918 - Guido Alessi, militare italiano (n. 1890)
- 1918 - Francesco Baracca, aviatore italiano (n. 1888)
- 1918 - Emilio Bongioanni, militare italiano (n. 1898)
- 1918 - Julián Juderías, storico, sociologo e giornalista spagnolo (n. 1877)
- 1918 - Giuseppe Mancino, militare italiano (n. 1888)
- 1918 - Soccorso Saloni, militare italiano (n. 1895)
- 1918 - Attilio Verdirosi, militare italiano (n. 1873)
- 1919 - Petre P. Carp, politico rumeno (n. 1837)
- 1920 - Roberto Calai Marioni, vescovo cattolico italiano (n. 1842)
- 1920 - Fatali Khan Khoyski, avvocato e politico azero (n. 1875)
- 1921 - Ramón López Velarde, poeta e scrittore messicano (n. 1888)
- 1922 - Hitachiyama Taniemon, lottatore di sumo giapponese (n. 1874)
- 1923 - Francesco Saverio Mercaldi, pittore, poeta e scrittore italiano (n. 1844)
- 1923 - Enrique B. Moreno, militare, diplomatico e politico argentino (n. 1846)
- 1924 - Lavinia Schulz, ballerina e attrice tedesca (n. 1896)
- 1924 - Adolphus William Ward, storico e letterato inglese (n. 1837)
- 1926 - Fernand Portal, presbitero francese (n. 1855)
- 1927 - Ludovico Antomelli, vescovo cattolico italiano (n. 1863)
- 1927 - Osmar Schindler, pittore tedesco (n. 1867)
- 1928 - Maria Wiik, pittrice finlandese (n. 1853)
- 1931 - Giovanni Volpi, arcivescovo cattolico e saggista italiano (n. 1860)
- 1932 - Ernesto Pistoia, politico italiano (n. 1857)
- 1934 - Sibil, poetessa, scrittrice e pubblicista armena (n. 1863)
- 1934 - Bernardo di Lippe-Biesterfeld, principe tedesco (n. 1872)
- 1935 - Giovanni Brunetti, giurista italiano (n. 1867)
- 1935 - Luis Morquio, medico uruguaiano (n. 1867)
- 1935 - Charles Henry Niehaus, scultore statunitense (n. 1855)
- 1935 - Harald Sohlberg, pittore norvegese (n. 1869)
- 1937 - J. M. Barrie, scrittore e drammaturgo scozzese (n. 1860)
- 1937 - Man Afraid Soap, giocatore di lacrosse canadese (n. 1869)
- 1937 - Willy den Turk, nuotatrice olandese (n. 1908)
- 1939 - Grace Abbott, attivista statunitense (n. 1878)
- 1939 - Ferruccio Corradetti, baritono italiano (n. 1867)
- 1940 - Ugo Corsi, militare e aviatore italiano (n. 1911)
- 1940 - Enrico Leone, economista e giornalista italiano (n. 1875)
- 1940 - Lugné-Poe, attore teatrale, regista teatrale e impresario teatrale francese (n. 1869)
- 1940 - Fritz Weitzel, politico e generale tedesco (n. 1904)
- 1941 - Jack McDonald, attore statunitense (n. 1880)
- 1941 - Elena Popea, pittrice rumena (n. 1879)
- 1941 - Peggy Saunders, tennista britannica (n. 1905)
- 1942 - Ahmad II ibn Ali, sovrano tunisino (n. 1862)
- 1942 - Alexandre Eugène Dufour, fisico francese (n. 1875)
- 1942 - Alois Eliáš, generale e politico cecoslovacco (n. 1890)
- 1942 - Frank Irons, lunghista, triplista e altista statunitense (n. 1886)
- 1942 - Teófilo Yldefonso, nuotatore filippino (n. 1903)
- 1944 - Silvio Parodi, generale e politico italiano (n. 1878)
- 1944 - Herbie Roberts, calciatore inglese (n. 1905)
- 1944 - Angelo Giuseppe Zancanaro, militare e partigiano italiano (n. 1894)
- 1945 - Stefan Mazurkiewicz, matematico polacco (n. 1888)
- 1946 - Theodor Wulf, fisico e gesuita tedesco (n. 1868)
- 1947 - Kōsō Abe, ammiraglio giapponese (n. 1892)
- 1947 - Giorgio Cidri, allenatore di calcio e calciatore italiano (n. 1904)
- 1947 - Mario Rasero, numismatico e politico italiano (n. 1881)
- 1948 - Federico Bevilacqua, avvocato e dirigente sportivo italiano (n. 1892)
- 1948 - Angelo Gatti, generale, saggista e romanziere italiano (n. 1875)
- 1949 - Jagatjit Singh, principe indiano (n. 1872)
- 1949 - Vladimir Nazor, politico, poeta e scrittore croato (n. 1876)
- 1952 - Virgilio Ducceschi, fisiologo, biochimico e scienziato italiano (n. 1871)
- 1952 - Rezső Huber, calciatore ungherese (n. 1903)
- 1952 - František Kůrka, pallanuotista cecoslovacco (n. 1903)
- 1953 - Ethel Greenglass, attivista statunitense (n. 1915)
- 1953 - Julius Rosenberg, attivista statunitense (n. 1918)
- 1953 - Norman Ross, nuotatore e pallanuotista statunitense (n. 1895)
- 1954 - Bartolomeo Nogara, archeologo e filologo italiano (n. 1868)
- 1955 - Giuseppe Lattanzi, pilota motociclistico italiano (n. 1924)
- 1955 - Adrienne Monnier, scrittrice, editrice e poetessa francese (n. 1892)
- 1955 - Carlo Somigliana, matematico e fisico italiano (n. 1860)
- 1956 - Luigi Castiglione, politico italiano (n. 1881)
- 1956 - Lester Lee, sceneggiatore statunitense (n. 1904)
- 1956 - Vladimir Afanas'evič Obručev, geologo, esploratore e scrittore russo (n. 1863)
- 1956 - Thomas J. Watson, dirigente d'azienda statunitense (n. 1874)
- 1956 - Lulu von Strauß und Torney, scrittrice tedesca (n. 1873)
- 1957 - Karl Plagge, militare tedesco (n. 1897)
- 1958 - Alfredo Zibechi, calciatore uruguaiano (n. 1894)
- 1959 - Bruno Fornaciari, funzionario e politico italiano (n. 1881)
- 1960 - Chris Bristow, pilota automobilistico britannico (n. 1937)
- 1960 - Jimmy Bryan, pilota automobilistico statunitense (n. 1926)
- 1960 - Philip Perlman, avvocato, giornalista e politico statunitense (n. 1890)
- 1960 - Alan Stacey, pilota automobilistico britannico (n. 1933)
- 1961 - Elena Aiello, religiosa e mistica italiana (n. 1895)
- 1961 - Augusto Barcia Trelles, politico spagnolo (n. 1881)
- 1961 - Riccardo Momigliano, giornalista, politico e antifascista italiano (n. 1879)
- 1962 - Frank Borzage, regista, attore e produttore cinematografico statunitense (n. 1894)
- 1962 - Arvor Hansen, ginnasta danese (n. 1886)
- 1962 - Will Wright, attore statunitense (n. 1894)
- 1964 - Borocotó, giornalista, scrittore e sceneggiatore uruguaiano (n. 1902)
- 1964 - William Dzus, ingegnere ucraino (n. 1895)
- 1964 - Hans Moser, attore austriaco (n. 1880)
- 1964 - Emil Vesa, militare e aviatore finlandese (n. 1912)
- 1965 - Edmondo Cione, storico della filosofia, politico e critico letterario italiano (n. 1908)
- 1965 - Ruth Goetz, sceneggiatrice tedesca (n. 1886)
- 1965 - Franz Kruckenberg, ingegnere tedesco (n. 1882)
- 1965 - Leonid Michajlovič Poljakov, architetto sovietico (n. 1906)
- 1965 - Adriano Rimoldi, attore italiano (n. 1912)
- 1966 - Ramón Polo, calciatore spagnolo (n. 1901)
- 1966 - Ed Wynn, attore, doppiatore e cabarettista statunitense (n. 1886)
- 1967 - Abram Dangulov, allenatore di calcio e calciatore sovietico (n. 1900)
- 1967 - Peggy Hull, giornalista statunitense (n. 1889)
- 1967 - Giuseppe Hess, calciatore e dirigente sportivo italiano (n. 1885)
- 1968 - Eduard Nécsey, arcivescovo cattolico slovacco (n. 1892)
- 1969 - Natalie Talmadge, attrice statunitense (n. 1896)
- 1970 - Jacques Hébertot, giornalista, editore e drammaturgo francese (n. 1886)
- 1970 - Vladimir Alekseevič Ivanov, iranista e islamista russo (n. 1886)
- 1970 - Adele Maria Jemolo, partigiana e politica italiana (n. 1926)
- 1970 - Sjaak Köhler, nuotatore e pallanuotista olandese (n. 1902)
- 1971 - Garfield Wood, inventore, imprenditore e pilota motonautico statunitense (n. 1880)
- 1972 - Giovanni Cultrone, mezzofondista e siepista italiano (n. 1916)
- 1972 - Helge Rosvænge, tenore danese (n. 1897)
- 1973 - Gustaf Molander, attore e regista svedese (n. 1888)
- 1973 - Tomáš Porubský, calciatore slovacco (n. 1914)
- 1973 - Walter Rubsamen, musicologo statunitense (n. 1911)
- 1974 - Alfred Mirsky, biologo statunitense (n. 1900)
- 1974 - Mario Rabaglio, calciatore italiano (n. 1900)
- 1974 - Jean Wahl, filosofo francese (n. 1888)
- 1975 - Sam Giancana, mafioso statunitense (n. 1908)
- 1975 - Roberto Massimiliani, vescovo cattolico italiano (n. 1905)
- 1975 - Krista Nell, attrice e modella austriaca (n. 1946)
- 1976 - Bjarne Olsen, calciatore norvegese (n. 1898)
- 1976 - Lino Carrel, compositore italiano (n. 1889)
- 1977 - Jacqueline Audry, regista francese (n. 1908)
- 1977 - Geraldine Brooks, attrice statunitense (n. 1925)
- 1977 - Ulrich Graf, pilota motociclistico svizzero (n. 1945)
- 1977 - Ali Shariati, sociologo, saggista e filosofo iraniano (n. 1933)
- 1978 - Ipojucan, calciatore brasiliano (n. 1927)
- 1978 - Vito Vittorio Lenoci, politico italiano (n. 1934)
- 1978 - Giovanni Battista Migliori, politico, militare e avvocato italiano (n. 1893)
- 1978 - Lance Royle, velocista britannico (n. 1898)
- 1979 - Nick Grinde, regista e sceneggiatore statunitense (n. 1893)
- 1980 - Torcuato Fernández-Miranda Hevia, politico spagnolo (n. 1915)
- 1980 - Jijé, fumettista belga (n. 1914)
- 1980 - Giovanni Martinelli, politico italiano (n. 1919)
- 1981 - Ruggero Jacobbi, scrittore, critico letterario e poeta italiano (n. 1920)
- 1981 - Lotte Reiniger, regista e animatrice tedesca (n. 1899)
- 1981 - Alfred Santell, regista, sceneggiatore e produttore cinematografico statunitense (n. 1895)
- 1982 - Richard Lockridge, scrittore statunitense (n. 1898)
- 1983 - Miklós Boháty, cestista ungherese (n. 1935)
- 1983 - Maksis Kazāks, cestista lettone (n. 1912)
- 1983 - Dave Quabius, cestista e allenatore di pallacanestro statunitense (n. 1916)
- 1984 - Vladimir Rudol'fovič Fogel', compositore russo (n. 1896)
- 1984 - Lee Krasner, pittrice statunitense (n. 1908)
- 1985 - Ilka Gedő, pittrice e disegnatrice ungherese (n. 1921)
- 1986 - Len Bias, cestista statunitense (n. 1963)
- 1986 - Coluche, attore e comico francese (n. 1944)
- 1986 - Paulina Radziulytė, cestista e velocista lituana (n. 1905)
- 1987 - Ian Donald, medico scozzese (n. 1910)
- 1988 - Marco Donat-Cattin, terrorista italiano (n. 1953)
- 1988 - Marie Logoreci, cantante e attrice albanese (n. 1920)
- 1988 - Gladys Spellman, politica statunitense (n. 1918)
- 1989 - Reed Jones, attore, cantante e ballerino statunitense (n. 1953)
- 1989 - Betti Alver, scrittrice estone (n. 1906)
- 1989 - Andrej Prokof'ev, ostacolista e velocista sovietico (n. 1959)
- 1990 - Steen Eiler Rasmussen, scrittore e architetto danese (n. 1898)
- 1991 - Jean Arthur, attrice statunitense (n. 1900)
- 1991 - Antonio del Amo, regista e sceneggiatore spagnolo (n. 1911)
- 1992 - Rado Bordon, partigiano, poeta e traduttore jugoslavo (n. 1915)
- 1992 - Margherita Guidacci, poetessa e traduttrice italiana (n. 1921)
- 1992 - Kitty McKane, tennista britannica (n. 1896)
- 1992 - Stephan Waser, bobbista svizzero (n. 1920)
- 1993 - Helmut Fath, pilota motociclistico tedesco (n. 1929)
- 1993 - William Golding, scrittore e insegnante britannico (n. 1911)
- 1993 - Iginio Rigato, arbitro di calcio italiano (n. 1920)
- 1993 - Franco Scaglione, designer italiano (n. 1916)
- 1994 - Klaas Berga, poliziotto olandese (n. 1920)
- 1994 - Tino Fariña, pittore spagnolo (n. 1951)
- 1994 - Joan Haslip, giornalista e scrittrice britannica (n. 1912)
- 1994 - Gildo Monari, ciclista su strada italiano (n. 1918)
- 1995 - Robert Schlienz, calciatore tedesco (n. 1924)
- 1995 - Peter Townsend, militare, aviatore e scrittore britannico (n. 1914)
- 1996 - Angelo Bastiani, generale italiano (n. 1913)
- 1996 - Gil Cuppini, batterista e direttore d'orchestra italiano (n. 1924)
- 1996 - Bob Dennison, allenatore di calcio e calciatore inglese (n. 1912)
- 1996 - Edvin Wide, mezzofondista svedese (n. 1896)
- 1997 - Olga Georges-Picot, attrice francese (n. 1940)
- 1997 - Spero Ghedini, partigiano e politico italiano (n. 1911)
- 1997 - Bobby Helms, cantante statunitense (n. 1933)
- 1997 - Ed Scheiwe, cestista statunitense (n. 1918)
- 1997 - Stan Stasiak, wrestler canadese (n. 1937)
- 1999 - Leslie Holdridge, biologo e climatologo statunitense (n. 1907)
- 1999 - Arvid Pardo, diplomatico maltese (n. 1914)
- 1999 - Mario Soldati, scrittore, giornalista e saggista italiano (n. 1906)
- 1999 - Enrico d'Orléans, conte (n. 1908)
- 2000 - Noboru Takeshita, politico giapponese (n. 1924)

## XXI secolo(118)
- 2001 - Aleksandr Ivanovič Alekseev, agente segreto e diplomatico sovietico (n. 1913)
- 2001 - Sarghis Baghdasaryan, scultore armeno (n. 1923)
- 2001 - Giorgio Brumat, divulgatore scientifico italiano (n. 1929)
- 2001 - Jerry Cornes, mezzofondista britannico (n. 1910)
- 2001 - Romualdo Moro, calciatore uruguaiano (n. 1929)
- 2001 - Giulio Nicolini, vescovo cattolico italiano (n. 1926)
- 2002 - Pascal Mazzotti, comico e attore francese (n. 1923)
- 2003 - Raimondo Collodoro, politico italiano (n. 1918)
- 2003 - Giovanni Frau, supercentenario italiano (n. 1890)
- 2003 - Maxine Reiner, attrice e modella statunitense (n. 1916)
- 2003 - Belding Hibbard Scribner, medico statunitense (n. 1921)
- 2004 - Charly Grosskost, ciclista su strada e pistard francese (n. 1944)
- 2004 - Stan Howard, calciatore inglese (n. 1934)
- 2005 - Gino Cosentino, pittore e scultore italiano (n. 1916)
- 2005 - Zdravko Ježić, pallanuotista e chimico croato (n. 1931)
- 2005 - Aleksej Kiselëv, pugile sovietico (n. 1938)
- 2006 - Roberto Felice Bigliardo, politico italiano (n. 1952)
- 2006 - Mario Gallo, giornalista, critico cinematografico e sceneggiatore italiano (n. 1924)
- 2006 - Lanfranco Radi, artista e architetto italiano (n. 1932)
- 2006 - Vinko Rosić, pallanuotista e allenatore di pallanuoto jugoslavo (n. 1941)
- 2006 - Salvatore Sorrentino, vescovo cattolico italiano (n. 1917)
- 2006 - Angelo Uboldi, calciatore italiano (n. 1923)
- 2007 - Victorio Cieslinskas, cestista uruguaiano (n. 1922)
- 2007 - Eugenio Miccini, scrittore, poeta e artista italiano (n. 1925)
- 2007 - Gejza Šimanský, calciatore cecoslovacco (n. 1924)
- 2007 - Homer Thompson, cestista statunitense (n. 1916)
- 2007 - Klausjürgen Wussow, attore e pittore tedesco (n. 1929)
- 2008 - David Caminer, informatico britannico (n. 1915)
- 2008 - Cheikh Fall, cestista senegalese (n. 1946)
- 2008 - Bennie Swain, cestista statunitense (n. 1933)
- 2008 - Giuseppe Unere, calciatore e allenatore di calcio italiano (n. 1946)
- 2009 - Alberto Andrade, politico peruviano (n. 1943)
- 2009 - Stefano Dal Monte, calciatore italiano (n. 1943)
- 2009 - Tomoji Tanabe, supercentenario giapponese (n. 1895)
- 2010 - Manute Bol, cestista sudanese (n. 1962)
- 2010 - Vanna Brosio, cantante, conduttrice televisiva e attrice italiana (n. 1943)
- 2010 - Ned Endress, cestista e allenatore di pallacanestro statunitense (n. 1918)
- 2010 - Giovanni Federspil, medico italiano (n. 1938)
- 2010 - Robin C. Matthews, economista e compositore di scacchi britannico (n. 1927)
- 2010 - Pietro Milio, avvocato e politico italiano (n. 1944)
- 2010 - Carlos Monsiváis, giornalista, saggista e critico letterario messicano (n. 1938)
- 2010 - Ursula Thiess, attrice tedesca (n. 1924)
- 2011 - Marcello De Nardus, cestista italiano (n. 1922)
- 2011 - Don Diamond, attore e doppiatore statunitense (n. 1921)
- 2011 - John Kerr, allenatore di calcio e calciatore scozzese (n. 1943)
- 2012 - Richard Lynch, attore statunitense (n. 1940)
- 2012 - Veikko Männikkö, lottatore finlandese (n. 1921)
- 2012 - Ronald Roberts, nuotatore britannico (n. 1922)
- 2013 - Eugen Böhringer, pilota automobilistico tedesco (n. 1922)
- 2013 - Eva Ferencz, cestista rumena (n. 1924)
- 2013 - Vince Flynn, scrittore statunitense (n. 1966)
- 2013 - James Gandolfini, attore e produttore televisivo statunitense (n. 1961)
- 2013 - Gyula Horn, politico ungherese (n. 1932)
- 2013 - Miguel Morayta, regista e sceneggiatore spagnolo (n. 1907)
- 2013 - Slim Whitman, cantante statunitense (n. 1924)
- 2014 - Gisela Fischer, attrice tedesca (n. 1929)
- 2014 - Gerry Goffin, paroliere e cantante statunitense (n. 1939)
- 2014 - Edoardo Speranza, politico italiano (n. 1929)
- 2015 - María Freire, pittrice, scultrice e critica d'arte uruguaiana (n. 1917)
- 2015 - Artur Rodrigues, allenatore di calcio portoghese (n. 1928)
- 2015 - James Salter, scrittore e sceneggiatore statunitense (n. 1925)
- 2015 - Mirella Schott Sbisà, pittrice, ceramista e incisore italiana (n. 1921)
- 2016 - Götz George, attore tedesco (n. 1938)
- 2016 - Fan Ho, fotografo, regista e attore cinese (n. 1931)
- 2016 - Allan Paivio, psicologo canadese (n. 1925)
- 2016 - Víctor Salas, cestista argentino
- 2016 - Victor Atanasie Stănculescu, politico e generale rumeno (n. 1928)
- 2016 - Chayito Valdez, cantante messicana (n. 1945)
- 2016 - Anton Yelchin, attore russo (n. 1989)
- 2017 - Brian Cant, attore, conduttore televisivo e scrittore britannico (n. 1933)
- 2017 - Tony DiCicco, allenatore di calcio e calciatore statunitense (n. 1948)
- 2017 - Ivan Dias, cardinale e arcivescovo cattolico indiano (n. 1936)
- 2017 - Carla Fendi, imprenditrice, stilista e filantropa italiana (n. 1937)
- 2017 - Zoltán Sárosy, scacchista e supercentenario ungherese (n. 1906)
- 2017 - Giuseppe Tavormina, generale italiano (n. 1929)
- 2017 - Annikki Tähti, cantante e attrice finlandese (n. 1929)
- 2017 - Otto Warmbier, statunitense (n. 1994)
- 2018 - Andrea Barro, ciclista su strada italiano (n. 1931)
- 2018 - Stanley Cavell, filosofo statunitense (n. 1926)
- 2018 - Elisabetta di Danimarca, principessa danese (n. 1935)
- 2018 - Sergio Gonella, arbitro di calcio italiano (n. 1933)
- 2018 - Bill Kenville, cestista statunitense (n. 1930)
- 2018 - Magalì Vettorazzo, multiplista, ostacolista e lunghista italiana (n. 1942)
- 2019 - Etika, youtuber statunitense (n. 1990)
- 2020 - Armando Balduino, critico letterario, filologo e politico italiano (n. 1937)
- 2020 - Savin Couelle, architetto francese (n. 1929)
- 2020 - Alberto D'Amico, cantautore italiano (n. 1943)
- 2020 - Gordon Davies, calciatore inglese (n. 1932)
- 2020 - Ian Holm, attore britannico (n. 1931)
- 2020 - Carlos Ruiz Zafón, scrittore spagnolo (n. 1964)
- 2020 - Peter Skerl, regista e sceneggiatore apolide (n. 1940)
- 2021 - Arrigo Armieri, scultore italiano (n. 1931)
- 2021 - Freimut Börngen, astronomo tedesco (n. 1930)
- 2021 - Leon Greene, attore e basso britannico (n. 1931)
- 2021 - Arnold Odermatt, fotografo svizzero (n. 1925)
- 2021 - Slobodan Sudec, calciatore croato (n. 1973)
- 2022 - Marina Marfoglia, attrice, cantante e modella italiana (n. 1946)
- 2022 - Adolfo Riquelme, calciatore paraguaiano (n. 1928)
- 2022 - Brett Tuggle, tastierista statunitense (n. 1951)
- 2022 - Luigino Vascon, politico italiano (n. 1956)
- 2022 - Tim White, statunitense (n. 1954)
- 2023 - Karolis Chvedukas, calciatore lituano (n. 1991)
- 2023 - Marie-Pierre Duhamel-Müller, regista, traduttrice e critica cinematografica francese (n. 1952)
- 2023 - Vasyl' Ovsijenko, scrittore e attivista ucraino (n. 1949)
- 2023 - Gaetano Troja, calciatore e allenatore di calcio a 5 italiano (n. 1944)
- 2024 - Alfredo Arrigoni, calciatore italiano (n. 1935)
- 2024 - Jan Cremer, scrittore olandese (n. 1940)
- 2024 - Ennio Finzi, pittore italiano (n. 1931)
- 2024 - Reşat Güney, cestista turco (n. 1948)
- 2024 - Silvia Infantas, cantante e attrice cilena (n. 1923)
- 2024 - Jeronimo Lopez Mozo, drammaturgo e saggista spagnolo (n. 1942)
- 2024 - Stefano Malinverni, velocista italiano (n. 1959)
- 2024 - Katsue Miwa, doppiatrice giapponese (n. 1943)
- 2025 - Jack Betts, attore statunitense (n. 1929)
- 2025 - Francisco Cuoco, attore brasiliano (n. 1933)
- 2025 - Roger Haight, gesuita e teologo statunitense (n. 1936)
- 2025 - António Morato, calciatore portoghese (n. 1937)
- 2025 - John Pitts, giocatore di football americano statunitense (n. 1945)